# Duvanlii, Plovdiv
Duvanlii (în bulgară Дуванлии) este un sat în comuna Kaloianovo, regiunea Plovdiv,  Bulgaria. 

## Demografie
Componența etnică a satului Duvanlii
     Turci (7,66%)
     Bulgari (87,95%)
     Romi (2,37%)
     Nicio identificare (2%)
La recensământul din 2011, populația satului Duvanlii era de 548 locuitori. Din punct de vedere etnic, majoritatea locuitorilor (87,95%) erau bulgari, existând și minorități de turci (7,66%) și romi (2,37%). Pentru 2,0% din locuitori nu este cunoscută apartenența etnică.